# 阿朗迪和索瑟伊
阿朗迪和索瑟伊（法語：Alland'Huy-et-Sausseuil，法語發音：[alɑ̃dɥi e sosœj]）是法国大東部大區阿登省的一个市镇，属于武济耶区。

## 地理
阿朗迪和索瑟伊（49°30'46"N, 4°33'21"E）面积8.71 平方千米，位于法国大東部大區阿登省，该省份为法国北部内陆省份，西接埃纳省，南至马恩省，东临默兹省，北与比利时接壤。
与阿朗迪和索瑟伊接壤的市镇（或旧市镇、城区）包括：阿马涅、沙尔博涅、埃科尔达勒、日夫里、索尔西-博泰蒙。

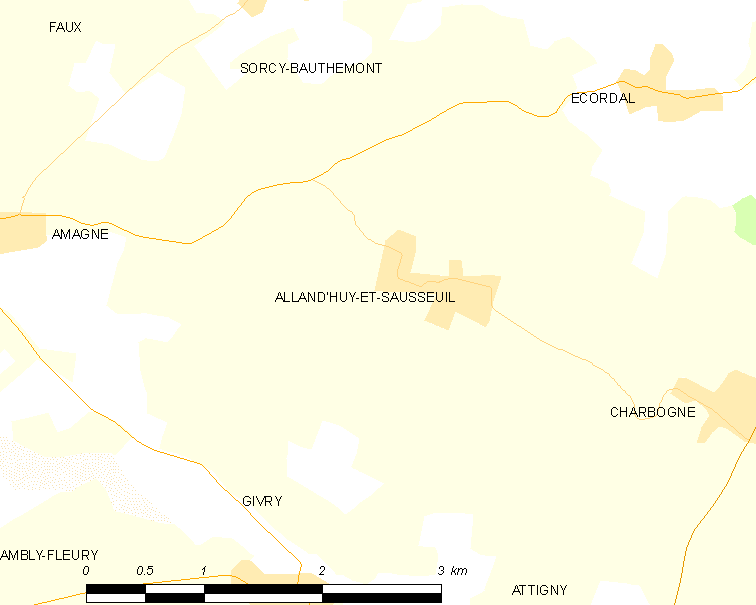
阿朗迪和索瑟伊的OSM定位图

阿朗迪和索瑟伊的时区为UTC+01:00、UTC+02:00（夏令时）。

## 行政
阿朗迪和索瑟伊的邮政编码为08130，INSEE市镇编码为08006。

## 政治
阿朗迪和索瑟伊所属的省级选区为阿蒂尼县。

## 人口

1962-2008年间阿朗迪和索瑟伊人口变化图示

阿朗迪和索瑟伊于2022年1月1日时的人口数量为272人。